# Bocaina (kommun i Brasilien, São Paulo)
Bocaina är en kommun i Brasilien.   Den ligger i delstaten São Paulo, i den sydöstra delen av landet, 700 km söder om huvudstaden Brasília. Antalet invånare är 10 862. Arean är 364 kvadratkilometer.
Terrängen i Bocaina är platt åt nordväst, men åt sydost är den kuperad.
Omgivningarna runt Bocaina är en mosaik av jordbruksmark och naturlig växtlighet. Runt Bocaina är det ganska glesbefolkat, med 43 invånare per kvadratkilometer.